# 三毛別羆事件
三毛別羆事件（さんけべつひぐまじけん）は、1915年（大正4年）12月9日から12月14日までにかけて、北海道苫前郡苫前村三毛別（現：苫前町三渓）六線沢で発生した熊害事件。エゾヒグマが開拓民の集落を二度にわたって襲撃し、死者7人・負傷者3人を出した後、猟師の山本兵吉により射殺された。
三毛別事件（さんけべつじけん）や六線沢熊害事件（ろくせんさわゆうがいじけん）、苫前羆事件（とままえひぐまじけん）、苫前三毛別事件（とままえさんけべつじけん）とも呼ばれ、日本史上最悪の熊害と評されることもある。

## 事件の経緯

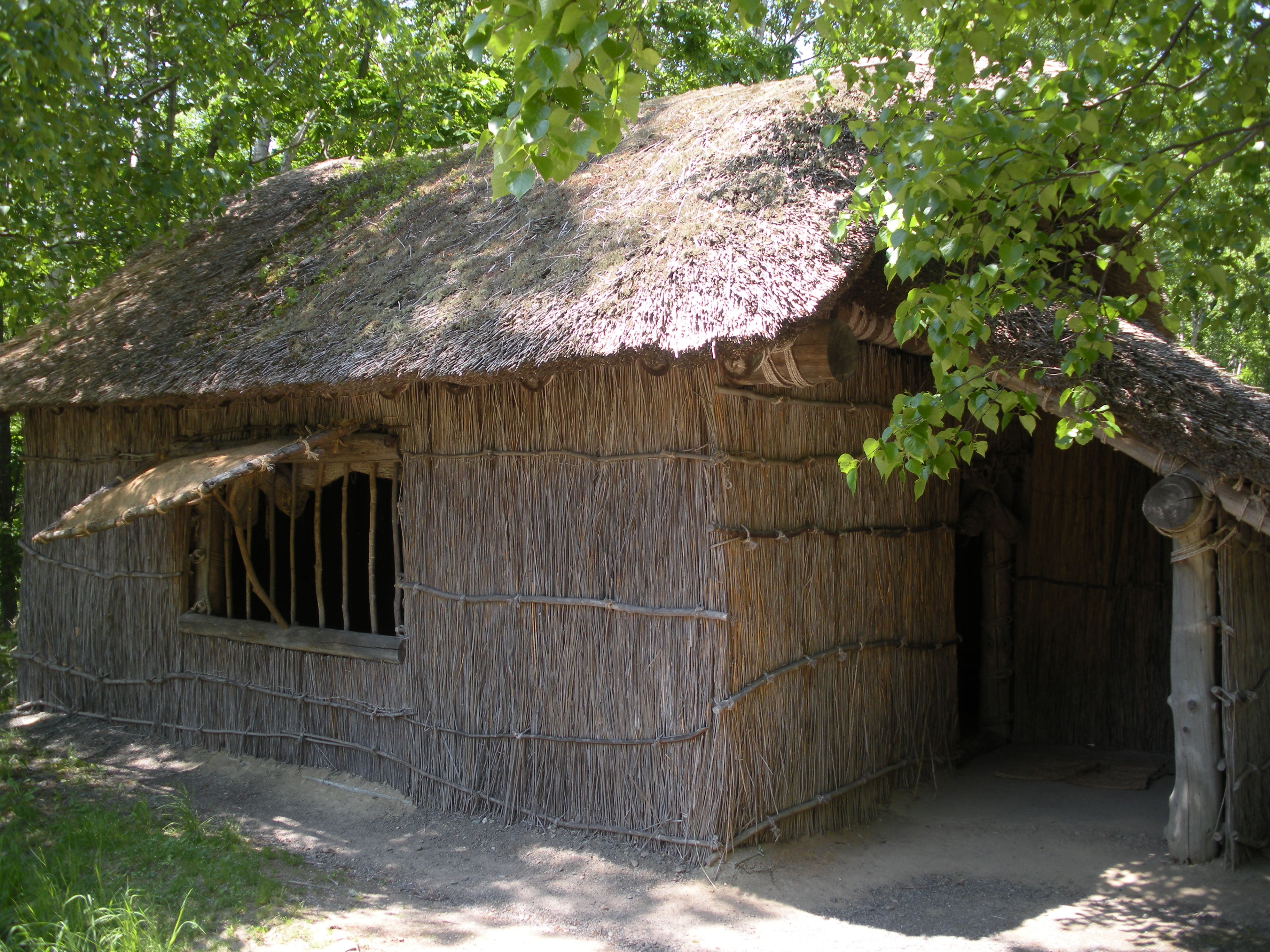
再現された開拓民の小屋（札幌市の「北海道開拓の村」内）

地名の「三毛別」は、アイヌ語で「川下へ流しだす川」を意味する「サンケ・ペツ」に由来する。

### クマの出現
六線沢と呼ばれていた開拓集落は現在のルペシュペナイ川上流域にある。苫前の中心部から30キロメートルほど南東で、15軒の家があった。
1915年（大正4年）11月初旬、池田富蔵家にヒグマが現れ、軒下のトウキビが被害に遭った。同月20日未明にも再びヒグマが現れ、被害はなかったものの、富蔵はクマの脅威を身近に感じ始め、何か対策を打たなければならないと不安を募らせていた。30日、富蔵はマタギ2人に張り込みを頼んだ。ヒグマが現れたが、傷を負わせたのみで取り逃がした。

### 事件発生

#### 第一の襲撃事件
12月9日、太田三郎家に残っていた内縁の妻阿部マユと、養子に迎える予定だった蓮見幹雄（6歳）がヒグマに襲われた。これは一連の襲撃事件のうち、最初の襲撃であった。
三郎は山での作業のため不在だったが、帰宅時に囲炉裏に座っている幹雄を発見した。三郎は、幹雄が寝ているのだと思い近づいてみたところ、喉と側頭部に親指大の穴が開いており、既に息絶えていた。さらにヒグマはマユの体を引きずりながら、土間を通って窓から屋外に出たらしく、窓枠にはマユのものとおぼしき数十本の頭髪が絡みついていた 。加害クマを追跡するにはすでにもう遅い時間で、日没が迫る中、住民たちに打つ手はなかった。

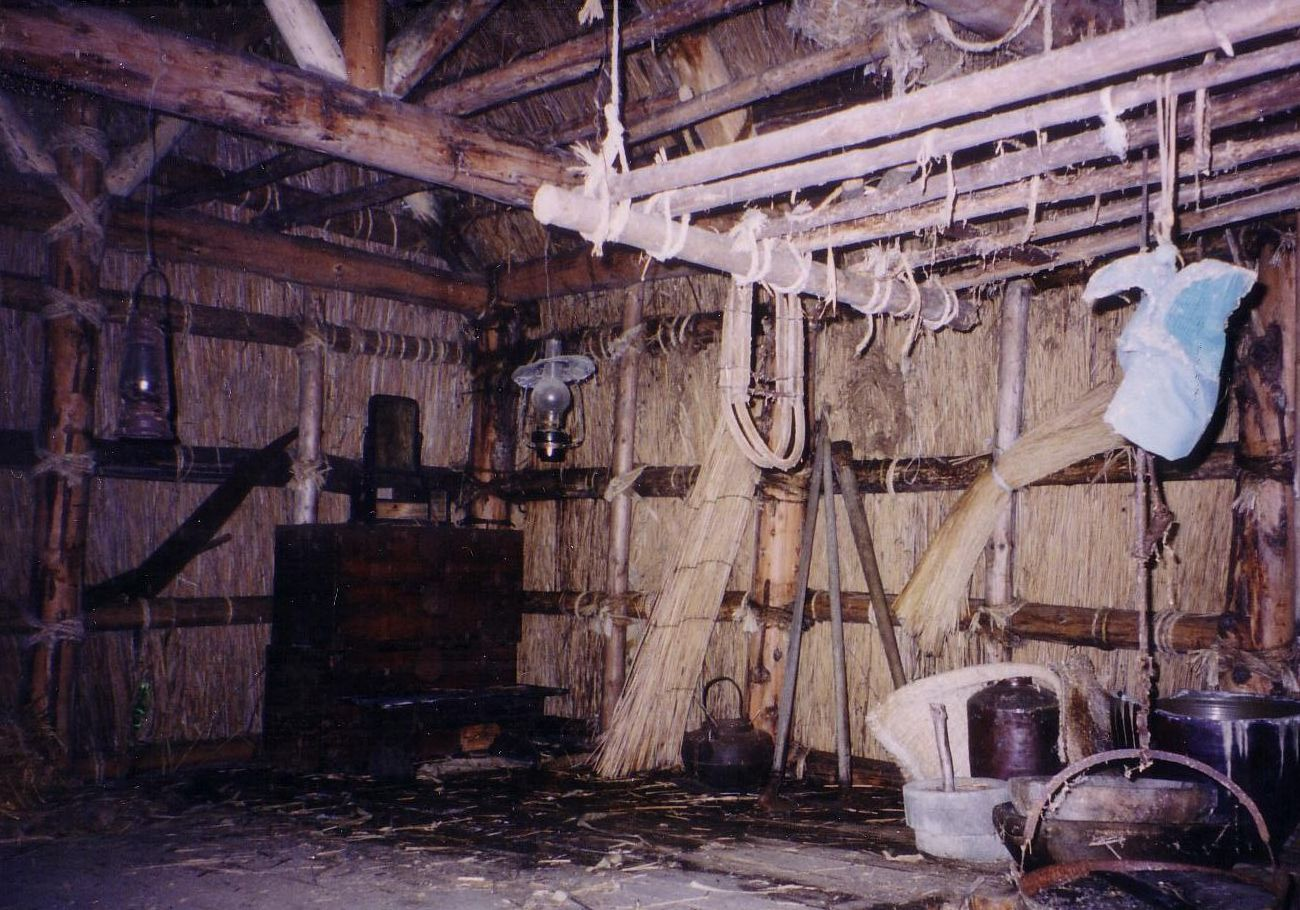
当時の開拓村の家（再現）

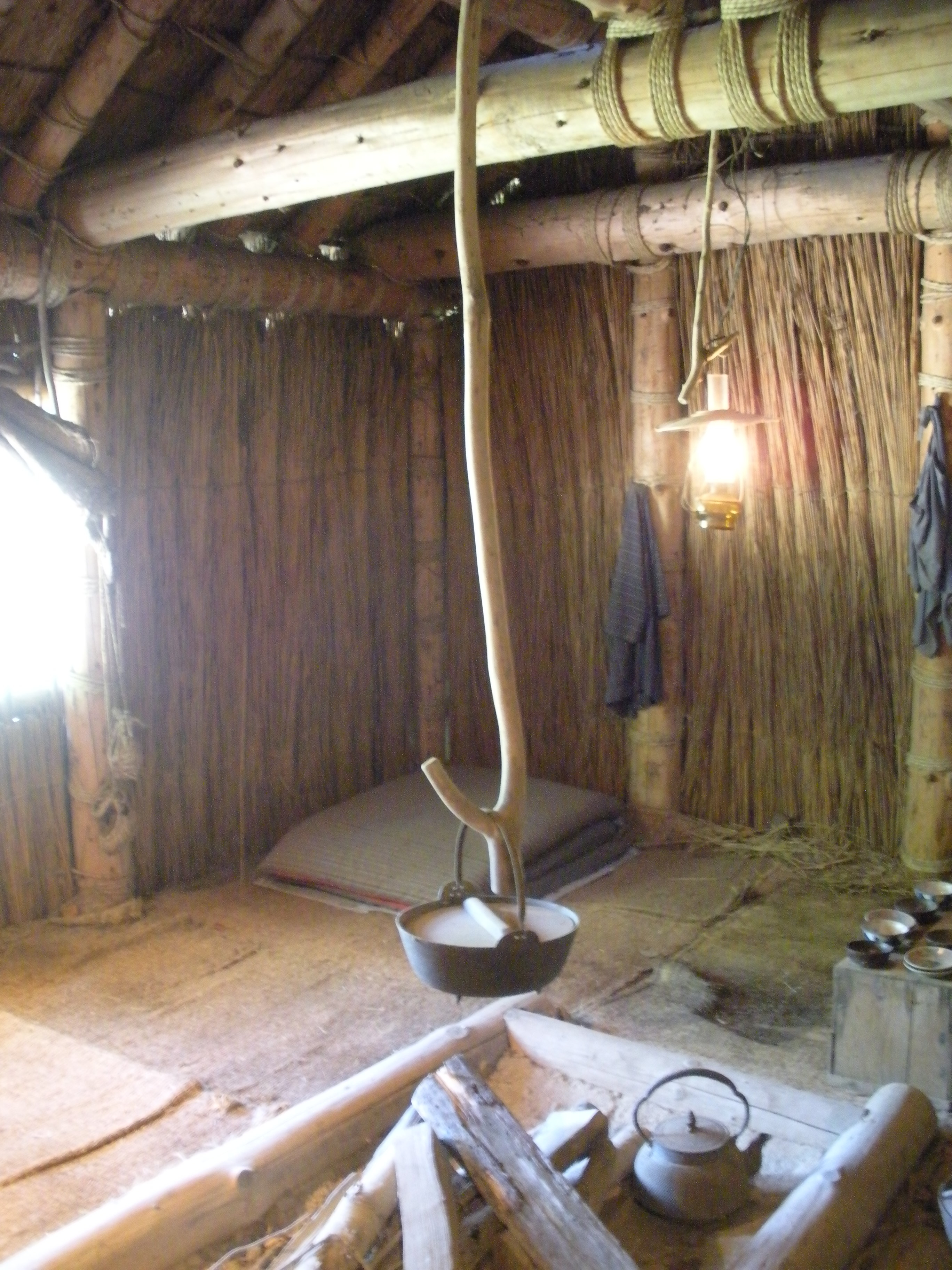
北海道開拓の村に再現された開拓小屋の内部

事件直前の明景家写真

翌日の12月10日9時頃、捜索隊が結成された。あまりにも近い場所からクマが出てきたため、驚いた一行は慌てふためいて銃口を向けたが、手入れが行き届いておらず、発砲できたのは1丁のみであった。
銃声を聞いてヒグマが逃走した後、男たちがヒグマのいた付近を確認すると、トドマツの根元に黒い足袋を履き、ぶどう色の脚絆が絡まる膝下の脚と頭蓋の一部しか残されていないマユの遺体を発見し、収容した。
このヒグマは人間の肉の味を覚えた。マユの遺体を雪に隠そうとしたのは保存食にするための行動であった。

#### 第二の襲撃事件
同日夜、太田宅で幹雄とマユの通夜が行われたが、村民はヒグマの襲来に怯え、参列したのは六線沢から3人と三毛別から2人、幹雄の両親とその知人、喪主の太田三郎のあわせて9人だけだった。
20時半ごろ、太田宅にヒグマが乱入してきた。ランプが消え、棺桶が打ち返されて遺体は散らばり、恐怖にかられた参列者たちは梁に上ったり屋外に飛び出したりと、右往左往の大混乱となった。幹雄の父親である蓮見嘉七はいち早く妻のチセを踏み台にして屋根裏の梁に駆け上がり、踏み倒されたチセは参列者の堀口清作に助けられてようやく天井の梁に逃れた。嘉七は死ぬまでチセに頭が上がらなかったという。300 m先の家で食事をしていた50人が駆けつけたが、ヒグマはこの時には姿を消していた。犠牲者が出なかったことに安堵した一同は、太田宅から500 mほど下流にある明景家に退避しようと下流へ向かった。
そのころ明景家には、戸主・明景安太郎（40歳）、その妻・明景ヤヨ（34歳）、長男・力蔵（10歳）、次男・勇次郎（8歳）、長女・ヒサノ（6歳）、三男・金蔵（3歳）、四男・梅吉（1歳）の7人と、事件を通報するため30kmほど離れた苫前村役場や19kmほど離れた古丹別巡査駐在所に向かっていた斉藤石五郎（42歳）の妻で妊婦の斉藤タケ（34歳）、三男・巌（6歳）、四男・春義（3歳）の3人、そして事件のあった太田宅の寄宿人で男手として明景宅に身を寄せていた長松要吉（59歳）の合計11人（タケの胎児を含めると12人）がいた。

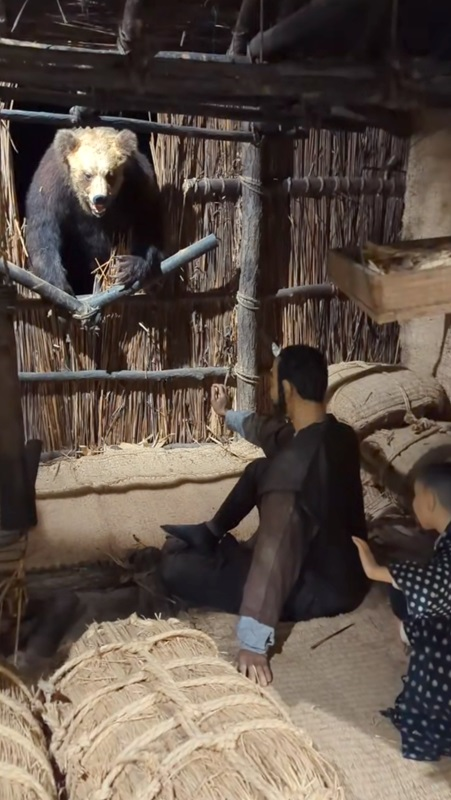
三毛別ヒグマ事件 被害状況の展示
（苫前町立郷土資料館）

太田家からヒグマが消えて20分と経たない20時50分ごろ、激しい物音と地響きを立てながら、窓を突き破って黒い塊が侵入してきた。ヤヨはその塊に「誰だ」と呼びかけたが、それはヒグマであった。混乱の中で囲炉裏とランプの火が消え、ヒグマは暗闇の中で人々に次々と襲いかかった。
ヤヨと彼女に背負われていた梅吉はクマに噛まれて負傷するも、クマは逃げる要吉に気を取られたため難を逃れ、外に逃れた。一方で追われた要吉は牙を腰のあたりに受けて重傷を負った。さらにヒグマは居間にいた金蔵と春義を殺害、巌に噛みつき重傷を負わせる。野菜置き場に隠れていたタケは気づいたヒグマによって居間に引きずり出され、「腹破らんでくれ！」「のど喰って殺して！」と胎児の命乞いをしたがやがて意識を失い、上半身から食われて殺害された。
激しい物音と絶叫を聞いて駆けつけた村の男たちは、負傷したヤヨに助けを求められた。「家を焼き払う」「一斉銃撃をする」などの案も出たが、中に生存者がいることを案じたヤヨの反対で止められた。生存者を救出したうえで家を取り囲み鉄砲を空に向かって放つと、ヒグマは玄関から躍り出て男たちの前に現れ、彼らが撃ちあぐねているうちに裏山の方へと姿を消した。男たちが家の中に入って様子を確認したところ、殺害されたタケの腹は破られ胎児が引きずり出されていたが、ヒグマが手を出した様子はなく、そのときには少し動いていたという（後に死亡）。
結果的にこの日の襲撃では、タケ、金蔵、巌、春義、タケの胎児の5人が殺害され、ヤヨ、梅吉、要吉の3人が重傷を負った。力蔵は雑穀俵の後ろに隠れ生還、ヒサノは失神し居間で倒れていたが、同じく生還した。勇次郎は、母・ヤヨや弟・梅吉が重傷を負いながらも共に脱出し、奇跡的に無傷だった。
この夜の襲撃を受けて、六線沢集落の全住民は三毛別にある三毛別分教場（後に三渓小学校になるが廃校）へ避難することになり、重傷者達も3km川下の辻家に収容されて応急の手当てを受けた。巌は母・タケの惨死を知る術もないまま、「おっかぁ！クマとってけれ！」とうわ言をもらし、水をしきりに求めつつ20分後に息絶えたという。

### 駆除に至る経緯

#### 討伐隊の組織
12月12日、斎藤石五郎から通報を受けた北海道庁警察部（現在の北海道警察）は、管轄の羽幌分署長の菅貢に討伐隊の組織を指示、本部は三毛別地区長の大川興三吉宅に置かれた。しかし、林野に上手く紛れるヒグマをすぐに発見することはできなかった。
ヒグマには獲物を取り戻そうとする習性があり、これを利用してヒグマをおびき寄せる策が提案され、隊長の菅はこの案を採用し、遺族と住民に説明した。こうして、明景宅に残された犠牲者の遺体を「餌」にしてヒグマをおびき寄せるという作戦が採用された。作戦はただちに実行されたが、家の寸前でヒグマは歩みを止めて中を警戒すると、何度か家の周囲を巡り、森へ引き返していった。その後太田宅に3度目の侵入を企てたが、結局射殺することはできなかった。
翌13日、陸軍歩兵第28連隊の将兵30人が出動した。一説にはこの日は出動せず、14日までにヒグマが討伐されなければ出動を要請することになったともいわれるが、陸軍のいた旭川から六線沢までは当時数日かかったため、しばらくは警察と住民のみで集落を守らなければならなかった。同日には住民が避難して無人になっていた六線沢の8軒がヒグマに侵入される被害に遭い、猟師の山本兵吉（当時57歳）がそのうち1軒にヒグマが侵入するのを目撃したが、射殺には至らなかった。
20時ごろ、三毛別と六線沢の境界にある氷橋（現在の射止橋）で警備に就いていた1人が、対岸に6株あるはずの切り株が明らかに1本多く、しかもかすかに動いていることを不審に感じた。菅はその方向に呼び掛けたところ返事がなかったため熊だと判断、菅の命令によって撃ち手が対岸や橋の上から銃を放つと怪しい影は動き出し、闇に紛れて姿を消した。

#### 事件終息
熊に傷を負わせた翌朝、足跡と血痕が発見された。けがを負っているなら動きが鈍るであろうと判断した菅は、急ぎ討伐隊を足跡が続く山の方角へ差し向ける決定を下した。一方、前日にヒグマの姿を目撃していた山本は、討伐隊の一行とは別行動で山に入った。
山本は討伐隊より先に山を登り、ヒグマを発見した。ヒグマは討伐隊の方向に意識を向けており、山本には気づいていなかった。20 mという至近距離まで接近した山本はハルニレの樹に一旦身を隠し、銃を構えて背後から発砲し、心臓付近に命中させた。しかしヒグマは怯むことなく立ち上がり、山本を睨みつけた。山本は油断なく2発目を発砲し、ヒグマの頭部を貫通。10時、一連の事件を引き起こしたヒグマは絶命し、事件は終息した。
12日からの3日間で投入された討伐隊員は官民合わせて延べ600人、アイヌ犬10頭以上、導入された鉄砲は60丁にのぼった。ヒグマの死骸は住民たちによってそりで下ろされた。すると、にわかに空が曇り雪が降り始め、事件発生からこの3日間は晴天が続いていたが、この雪は激しい吹雪に変わりそりを引く一行を激しく打ちつけた。この天候急変を村人たちは「熊風」と呼んで語り継いだ。
集落に下ろされたヒグマは三毛別分教場で解剖され、胃から人肉や衣服などが発見された。さらに、解剖を見物しに来た人々が「このクマは太田宅を襲撃する数日前に雨竜、旭川付近、天塩で3人の女性を殺害し食害に及んだクマである」と次々に証言、胃の中からは実際に彼女らが身に着けていたとされる衣服の切れ端などが見つかり、その証言が裏づけられることとなった。その後、ヒグマの毛皮や頭蓋骨などはそれぞれ人の手に渡った後に、現在は行方不明になっている。

## 事件の記録
この事件は人々の記憶から消えた。それは、1878年（明治11年）1月11日-12日にヒグマが3人を殺害した札幌丘珠事件の記録が詳細に残されたことが影響している。高倉新一郎も著作でこの事件を大きく取り上げる一方で、三毛別羆事件は補足的な採録にとどまり、被災の詳細などにも間違いが見られる。
1961年（昭和36年）当時、古丹別営林署の林務官として苫前町内に勤務していた木村盛武が、「世界に類を見ない大事件が埋没してしまうのは学術的にも良くない」と考え、30数人の関係者から証言の聞き取りを行った。木村が調査を行うまで、極寒の僻地で起こったことなどから発生当時の新聞報道も不正確な記述が多く、当事件に関する正確な記録は残っていなかった。事件発生から50年後の1965年（昭和40年） 、証言をまとめた『獣害史最大の惨劇苫前羆事件』を旭川営林局誌『寒帯林』で発表、 1994年（平成6年）には『慟哭の谷 戦慄のドキュメント 苫前三毛別の人食い熊』として書籍化された。

## 事件の分析

### 原因
江戸時代後期から続く、鰊粕製造用に薪を得るための森林伐採と明治以降の内陸部開拓で、野生動物と人間の活動範囲が重なった結果が引き起こした事件とも言及されている。

### 教訓

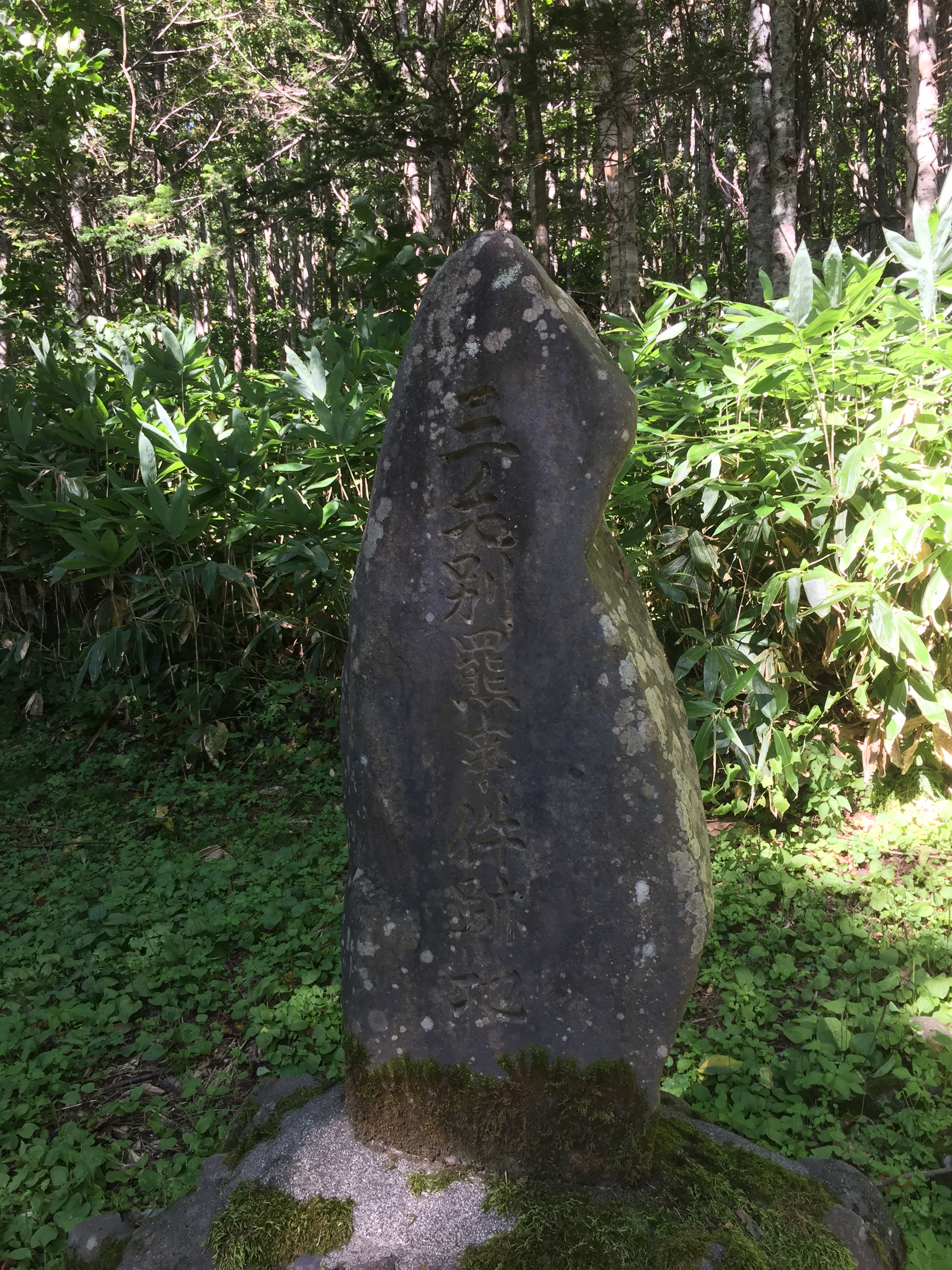
三毛別羆事件の現場近くにある石碑

火を恐れない
事件発生後、村民は火を焚いてヒグマを避けようとしており、人々が明景家に避難した際や分教場に退避する際に多くの焚火が燃やされたことが記録されている。これらの行動は一般に言われる「野生動物は火を怖がる」という風説を信じたものだが、実際は太田・明景両家の襲撃にみられるように、ヒグマは灯火や焚火などに拒否反応を示すことはない。
執着心が強い
トウモロコシを何度も狙っている点や、以前に複数の女を食い殺したヒグマが三毛別でも女の衣類などに異常な執着を示している点からも確認できる。また、阿部マユを食害した際に食べ残しを雪に隠したこと、太田家に何度も出没したことなども同じヒグマの特性による。その一方で、馬への被害は皆無だった。
逃げるものを追う
明景ヤヨらは、ヒグマが逃げる要吉に気を取られたため助かった。このように、たとえ捕食中であってもヒグマは逃避するものを反射的に追ってしまう傾向にある。
死んだふりは無意味
明景ヒサノと胎児はヒグマに攻撃されなかった。これは、ヒグマが動かないものを襲わないというわけではなく、そのときにただ単に他に食べ物があっただけと考えられる。

## 事件の記憶
三毛別羆事件復元地
- 北緯44度08分01.32秒 東経141度47分52.08秒 / 北緯44.1337000度 東経141.7978000度
- ルペシュペナイ川［北西］ - 地理院地図
- 44.133700, 141.797800 - Google マップ

1990年（平成2年）7月、六線沢の現場付近に周辺住民らによって事件を後世に残すための「三毛別羆事件復元現地」が作られた。また、苫前の苫前町立郷土資料館でも事件に関する展示が行われている。

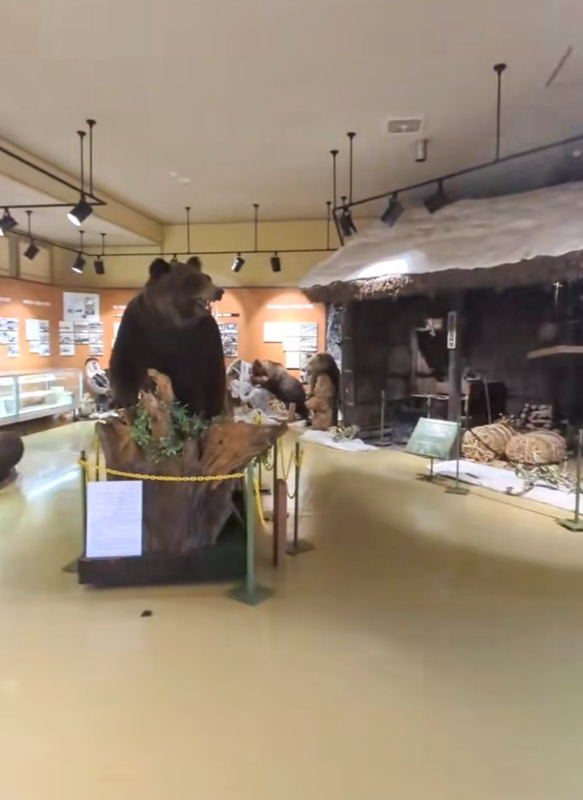
苫前町立郷土資料館の内部

事件から100年になる2015年（平成27年）10月15日に、復元地で地元の有志らによる百回忌追悼法要が行われた。
くま獅子舞
1973年（昭和48年）に始められ、担い手の減少などで2007年（平成19年）に休止した後、2017年（平成29年）に復活し、秋の町民舞台発表会で上演されている。通常の獅子舞の代わりに、二人で演じるヒグマが登場する。

## 関連作品

### 事件を題材にした作品
小説
- 『領主』（戸川幸夫 著）：初出『オール讀物』1964年5月号。
- 『羆風（くまかぜ）』（戸川幸夫 著）：初出『小説新潮』1965年8月号。
  - 戸川幸夫「羆風」『戸川幸夫動物文学全集 第6』冬樹社、1965年12月18日、63-87頁。 - 国立国会図書館デジタルコレクション収蔵（web閲覧可）

- 『文平とその仲間 第四話 羆荒れ（くまあれ）』（戸川幸夫 著）：『北海タイムス』1975年1月25日 - 4月21日連載。
- 『魔王』（戸川幸夫 著、旺文社 1978年）：『羆風』を少年向けにリライトしたもの。
- 『羆嵐（くまあらし）』（吉村昭 著、新潮社・1977年、新潮文庫・1982年）

漫画
- 『野性伝説 羆風』（戸川幸夫 作 / 矢口高雄 画）：『月刊ビッグゴールド』1996年8月号 - 1997年12月号に連載。戸川幸夫の『羆風』を原作とするが、木村盛武に取材して原作にない場面も描いている。ビッグゴールドコミックス『野性伝説』第3 - 5巻（小学館、1997 - 1998年）所収。のち、講談社漫画文庫（2003年、全3巻）、ヤマケイ文庫（山と渓谷社、2018年、全1巻）より再刊。

映画
- 『リメインズ 美しき勇者たち』（千葉真一 監督 / 真田広之、村松美香、菅原文太ほか 出演 / 1990年）

テレビドラマ
- 木曜ゴールデンドラマ『恐怖！パニック!!人喰熊 史上最大の惨劇 羆嵐』（1980年11月27日放送、読売テレビ・東映、監督：降旗康男）

ドキュメンタリー番組
- 『ダークサイドミステリー「北海道三毛別 ヒグマ襲撃事件の謎に迫る」』（NHK / 初回放送2019年8月1日）

### 事件について言及している箇所がある作品
小説
- 『シャトゥーン ヒグマの森』（増田俊也 著 / 宝島社 / 2007年）

漫画
- 『シャトゥーン ヒグマの森』全3巻（増田俊也 作 / 奥谷通教 画 / 2008年 - 2009年）
  - 上記同名作の漫画版。ストーリーは、本事件とはまったく無関係である。

- 『ザ・ファブル』全22巻（南勝久 作 / 2014年 - 2019年）
  - ストーリーは、本事件とはまったく無関係である。

ラジオドラマ
- 『熊嵐』（原作：吉村昭 / 脚色：倉本聰 / 出演：高倉健・倍賞千恵子・笠智衆 他 / 1980年）
- 『人喰い大熊と火縄銃の少女』（NHK-FM 青春アドベンチャー / オカモト國ヒコ 作 / 2015年）